# 神通號輕巡洋艦
神通（じんつう）是大日本帝國海軍的輕巡洋艦。5500吨型川內级輕巡洋艦2號艦。舰名来自流经岐阜县、富山縣的神通川。

## 舰历
1922年8月4日，轻巡洋舰神通号在神户川崎造船所开工建造，1925年7月31日竣工服役。
神通号在轻巡洋舰中可以算是十分知名的一艘，这主要来自于"美保关事件"。昭和二年（1927）8月24日，舰队举办大规模的演习，而在当天位于美保关近海的夜间演习中，轻巡洋舰神通号与驱逐舰蕨号发生了冲突撞击，神通号的舰首在这次的事件中给撞烂了。事件发生后，舰长水城圭次大佐明爽地叙述了当时案发的情形，并一肩扛下了所有的责任，最后自刃谢罪。神通号在修复的过程中也刚好把舰首从直直插入水的平直型换成了向上弯曲展开型，从而增加了耐波性。
神通号在昭和九年（1934）装上了水上机弹射器（之前使用架在前舰桥前的滑走台起飞舰侦）并且把后桅干改成了三脚式，后来在太平洋战争爆发前作了第二次的改装，把鱼雷发射管由二连装的换成了四连装的。
在侵華戰爭爆发时，本舰和僚舰一起出动支持上海战线的作战。而在太平洋战争爆发时，本舰担任由田中赖三少将领导的第二水雷战队的旗舰，参加了菲律宾攻略战和万鸦老攻略战。
在昭和十七年（1942）2月27日的泗水海战中，神通号和僚舰们一起奋战，以雷炮击击沉了两艘敌人驱逐舰。接下来在六月的中途岛海战中隶属于护卫舰队。在之后所罗门海域的作战中则是担任了开往瓜达尔卡纳尔岛的输送船团的护卫任务，并在8月25日遭受敌机的攻击而损伤并回国维修，未参加瓜岛战役后半段。二水戰旗艦職務也交由長波等艦代理。這次損傷讓神通缺席了瓜島戰役的關鍵作戰，包括二水戰最輝煌一役的塔薩法隆加海戰。
當神通在昭和十八年（1943）一月返回前線時，日軍已在瓜島戰敗，神通只來得及參加瓜岛的撤收作戰。
昭和十八年（1943）7月12日，神通号率领着第二水雷战队参加了科隆班加拉岛夜战，在7月13日遭遇美军檀香山號輕巡洋艦（USS Honolulu CL-48）、圣路易斯号轻巡洋舰（USS St. Louis CL-49），以及皇家新西兰海军利安德号轻巡洋舰（HMNZS Leander）以及10艘驱逐舰组成的优势舰隊。
值得注意的是，上述三艘輕巡洋艦皆是為了回應日本最上級「輕」巡洋艦所建的新式輕巡洋艦，基本可以視為裝備6吋砲的重巡洋艦，而戰力幾乎可以視為第二水雷戰隊的6倍。
面對占據優勢的盟軍艦隊，神通開啟探照燈，隻身沖入敵陣掩護旗下驅逐艦三日月，雪風，濱風，清波和夕暮進行雷擊。在神通的掩護下，日方驅逐艦幾乎無傷，僅雪風被擊中一發未爆彈。而雪風等艦的魚雷更是使盟軍遭受輕巡三艘被大破、驅逐艦一艘被擊沉的重大損失。隨後日軍運輸隊幾乎無傷到達科島，美軍的攔截作戰失敗。
神通自身則受到了美軍精準的雷達集火射擊。整個戰鬥中，檀香山號輕巡洋艦向神通發射了1100發主炮炮彈，聖路易斯發射了1360發，利安德發射了160發。根據美軍回憶，當時的神通「如同的融熔的鐵水一般在燃燒」。
神通在遭到美軍魚雷攻擊後斷成兩截，儘管後半截已經沈沒，但還在漂浮的前半截直到最後一刻依然再開火。
包括第二水雷战队司令长官伊崎俊二与所有司令部成员在内的482人身亡，生还者仅20多人。但因集中攻击神通，美军在日军驱逐舰的攻击下遭受了较大损失，随后日方运输队成功抵达科隆班加拉岛。
2019年4月26日，微軟共同創辦人保羅艾倫（Paul Allen）生前所籌組的沉船搜索團隊「RV Petrel」保羅燕號團隊，於索羅門群島的庫拉灣海域，發現神通號輕型巡洋艦的船體．

## 同型艦
- 川內
- 那珂

## 歷代艦長

### 艤裝員長
1. 柘植道二 大佐：1924年11月10日 -
2. 福島貫三 大佐：1925年2月2日 -

### 艦長
1. 福島貫三 大佐：1925年7月31日 -
2. 山内豊中 大佐：1925年12月1日 -
3. 水城圭次 大佐：1926年11月1日 -
4. （兼）三矢四郎 大佐：1927年10月7日 -
5. 秋山虎六 大佐：1927年11月15日 -
6. 町田進一郎 大佐：1928年12月10日 -
7. 遠山彦次 大佐：1929年11月30日 -
8. 井沢春馬 大佐：1930年12月1日 -
9. 岩下保太郎 大佐：1931年12月1日 -
10. 大熊政吉 大佐：1932年11月15日 -
11. 鈴木幸三 大佐：1933年11月15日 -
12. 原顕三郎 大佐：1934年11月15日 -
13. 阿部孝壮 大佐：1935年11月15日 -
14. 阿部弘毅 大佐：1936月12月1日 -
15. 田中頼三 大佐：1937月12月1日 -
16. 難波祐之 大佐：1938年12月15日 -
17. （兼）伊崎俊二 大佐：1939年11月15日 -
18. 木村昌福 大佐：1939年12月5日 -
19. 河西虎三 大佐：1940年10月15日 -
20. 藤田俊造 大佐：1942年12月26日 -
21. 佐藤寅治郎 大佐：1943年2月12日 -

## 關聯項目
- 大日本帝國海軍艦艇一覽
- 大日本帝國海軍相撞事故列表
- 美保關事件

1. ↑  .   [2015-04-19]. （原始内容存档于2010-02-17）.